# Kendall Schmidt
Kendall Francis Schmidt (født 2. november 1990 i Wichita, Kansas, USA) er en amerikansk skuespiller og singer-songwriter. Han er bedst kendt for at spille Kendall Knight i Big Time Rush , og har spillet små roller på adskillige tv-shows som ER, Without a Trace, Phil of the Future, Ghost Whisperer, Gilmore Girls og Frasier.

## Liv og karriere
Schmidt blev født i Andover, Kansas som søn af Kathy og Kent Schmidt. Hans bror, Kevin Schmidt, er en skuespiller. Han begyndte sin skuespillerkarriere i en alder af fem, i en Chex tv-reklame. Da han var ni år gammel, var han en af to unge skuespillere, der blev hyret til at være Haley Joel Osment's stand-in (de delte den samme agent) i en Steven Spielberg film, A.I. Artificial Intelligence. Han fejrede sin fødselsdag på settet, og Spielberg og skuespillerne overraskede ham med en fødselsdagskage pyntet med Star Wars figurer. Da han var 10 år gammel, flyttede hans familie endelig fra Kansas til Californien . Schmidt fik snart tilbagevendende roller i General Hospital , Titus , Raising far , Gilmore Girls og CSI: Miami. Han var gæstestjerne på en række tv-shows, herunder ER, MADtv , Frasier og Phil of the Future. Senest medvirkede Kendall i Without a Trace og Ghost Whisperer. På den store skærm, har han optrådt i Minority Report og Ifølge Spencer. I 2009 blev Schmidt castet som den ledende i tv-serien Big Time Rush . Kendall portrætterer en karakter som sig selv med navnet Kendall Knight, den rolige og afslappede medlem af Big Time Rush. Han er lillebror til Kenneth Schmidt og skuespilleren Kevin Schmidt.
Schmidt er forsanger i boybandet Big Time Rush. De har udgivet 3 albums hidtil. Han spiller i bandet sammen med : Logan Henderson, James Maslow og Carlos Pena. Forinden Schmidt var en del af en duo kaldes Heffron Drive. Duoen bestod af Schmidt og Big Time Rush nuværende guitarist, Dustin Belt. Han var også udskiftning forsanger i bandet Lovers Make Liars, og også optrådt med bandet på 2008 Vans Warped Tour . Han støttede også tidligere Massachusetts guvernør Mitt Romney under 2012 valget. 

## Eksterne links
- Kendall Schmidt på Internet Movie Database (engelsk)
- Kendall Schmidt på AlloCiné (fransk)
- Kendall Schmidt på The Movie Database (engelsk)
- Kendall Schmidt på Behind The Voice Actors (engelsk)